# وزیر امنیت میهن ایالات متحده آمریکا
وزیر امنیت میهن ایالات متحده آمریکا (انگلیسی: United States Secretary of Homeland Security) عالی‌ترین مقام وزارت امنیت میهن ایالات متحده آمریکا، نهاد درگیر حفاظت از ایالات متحده و ایمنی شهروندان آمریکایی است. این وزیر عضو کابینه رئیس‌جمهور است. این منصب به وسیلهٔ لایحه امنیت میهن در پی حملات ۱۱ سپتامبر ایجاد شد. این وزارت جدید اساساً از اجزایی تشکیل شده که از دیگر وزارتخانه‌های کابینه به دلیل نقششان در امنیت میهن به آن منتقل شده‌اند، نظیر نگهبان ساحلی ایالات متحده آمریکا، سرویس حفاظتی فدرال، اداره گمرک و حفاظت مرزی ایالات متحده آمریکا (که گشت مرزی ایالات متحده آمریکا را در بر می‌گیرد), اعمال مهاجرت و گمرک ایالات متحده، سرویس مخفی ایالات متحده آمریکا، و سازمان مدیریت بحران فدرال (FEMA). اما این وزارتخانه اف‌بی‌آی یا سیا را در بر نمی‌گیرد.
در دولت اوباما جنت ناپالیتانو و جه جانسون این مسئولیت را بر عهده داشته‌اند.
در دولت اول ترامپ جان اف. کلی و کرستن نیلسن این سمت را بر عهده داشتند.
در دولت بایدن الخاندرو مایورکاس  این سمت را بر عهده داشت.
در دولت دوم ترامپ کریستی نوم از ۲۵ ژانویه ۲۰۲۵ این سمت را برعهده دارد.